# Ajka TV
Az Ajka TV 1993 tavaszán elindult televíziós csatorna, amely elsősorban az Ajkán és környékén élőknek szolgáltat információkat.

## Története
A csatorna gondolata 1993 tavaszán vetődött fel, és ennek kapcsán többen is kísérleteztek különböző felvételek készítésével. A csatorna alapító tagjai, Horváth László, Jáhny Szabolcs és Németh László elsősorban közszolgálati anyagok készítésével szerettek volna foglalkozni, a városban megrendezett eseményekről szerettek volna tudósítani. Az első kísérleti adás 1993 márciusában készült el, melyet a nézők a városi kábeltelevíziós rendszeren keresztül láthattak, majd 1994. április 5-én megindult a rendszeres adás,  akkor még AVTV (Audio-Video Közösség Kulturális Egyesület) néven, mindenféle anyagi segítség nélkül, saját technikai berendezésekkel. A műsorkészítés mellett a kezdetektől folyamatos volt a képújság-szolgáltatás, valamint lakossági és vállalkozói hirdetések, közhasznú információk is olvashatóak voltak.
A csatorna 1994-ben két pályázatot is megnyert, mely évi 12 adást biztosított számukra. 1995-ben szerződést kötöttek a város önkormányzatával, melyben havi egy alkalommal egy 60-90 perces magazinműsor készítését vállalták. 1997-ben már 6500 háztartásban voltak jelen, és ebben az évben állandó helyről jelentkeznek. Sikeresen elindult az első élő adás, és telefonos játék, mely öt évig folyamatosan műsoron volt. 1999-ben a képújság és a műsorkészítés különvált. Előbbit Horváth László, utóbbit Jáhny Szabolcs és csapata készítette. Ebben az időben hétfőnként új magazinműsort láthattak a nézők.
2005-ben az analóg rendszert a digitális rögzítés váltotta fel, valamint csütörtökönként is szolgáltattak, így megduplázták heti műsoridejüket. Az egyesületi forma hátránya miatt a csatorna kimaradt több pályázati lehetőségből, így 2005 februárjában megalakult az Ajka TV Kft, melynek két tulajdonosa Jáhny Szabolcs és Németh László lett. A csatorna képújság- és műsorkészítési struktúrája szerkezetileg is teljesen különvált, valamint a harmadik alapító tag vállalkozásként szállt be a képújság készítésébe. 2006-ban és 2009-ben újabb adásnappal bővült a csatorna műsorideje. Így már hétfő, szerda, csütörtök és pénteki napokon kísérhetik figyelemmel a városlakók a körülöttük zajló eseményeket. A csatornánál 2006-ban 5 főállású, valamint 20 külsős munkatárs dolgozott. Céljuk, hogy minél több térségbeli hírt közvetítsenek a lakosság részére.
2011-ben a televíziót is elérte a válság, mivel a Városi Önkormányzat az előző évekhez képest csupán fele műsoridőt vásárolt a csatornától, így pénzügyi lehetőségüket ehhez kellett igazítaniuk.